# 빈센트블루
빈센트블루(1993년 11월 3일 ~)는 대한민국의 가수다. 2015년 싱글 앨범 [그녀는 예뻤다 OST Part 1]으로 데뷔했다.

## 방송
- 메이드 인 유 (2012) - 우승
- 언더커버 (2025)